# Vendée Globe 2012-2013

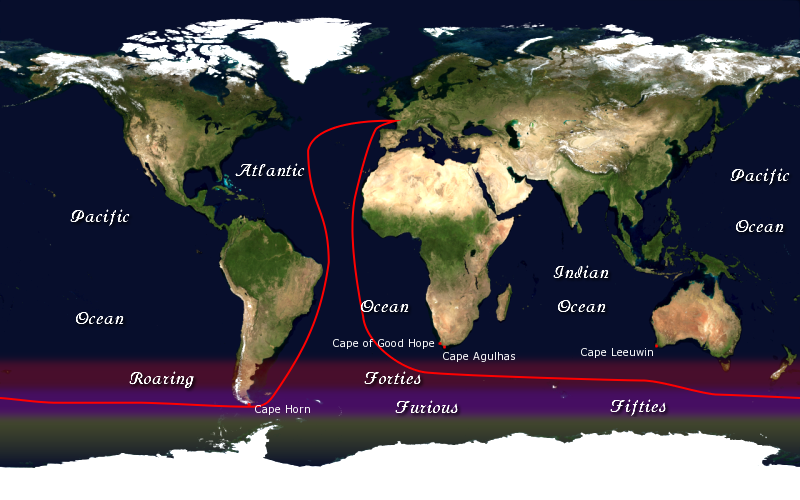
De route van de Vendée Globe

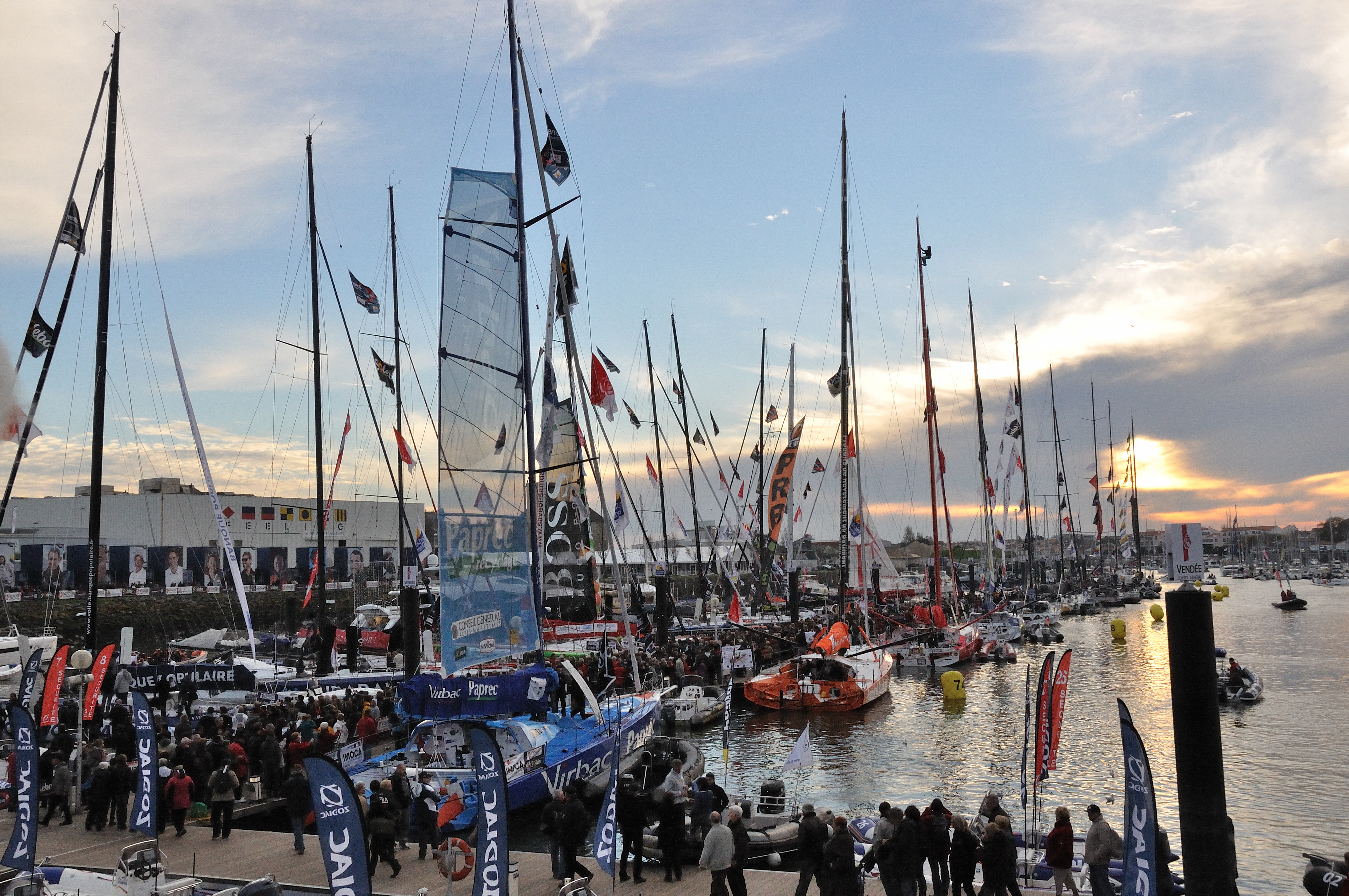
De jachten voorafgaand aan de start

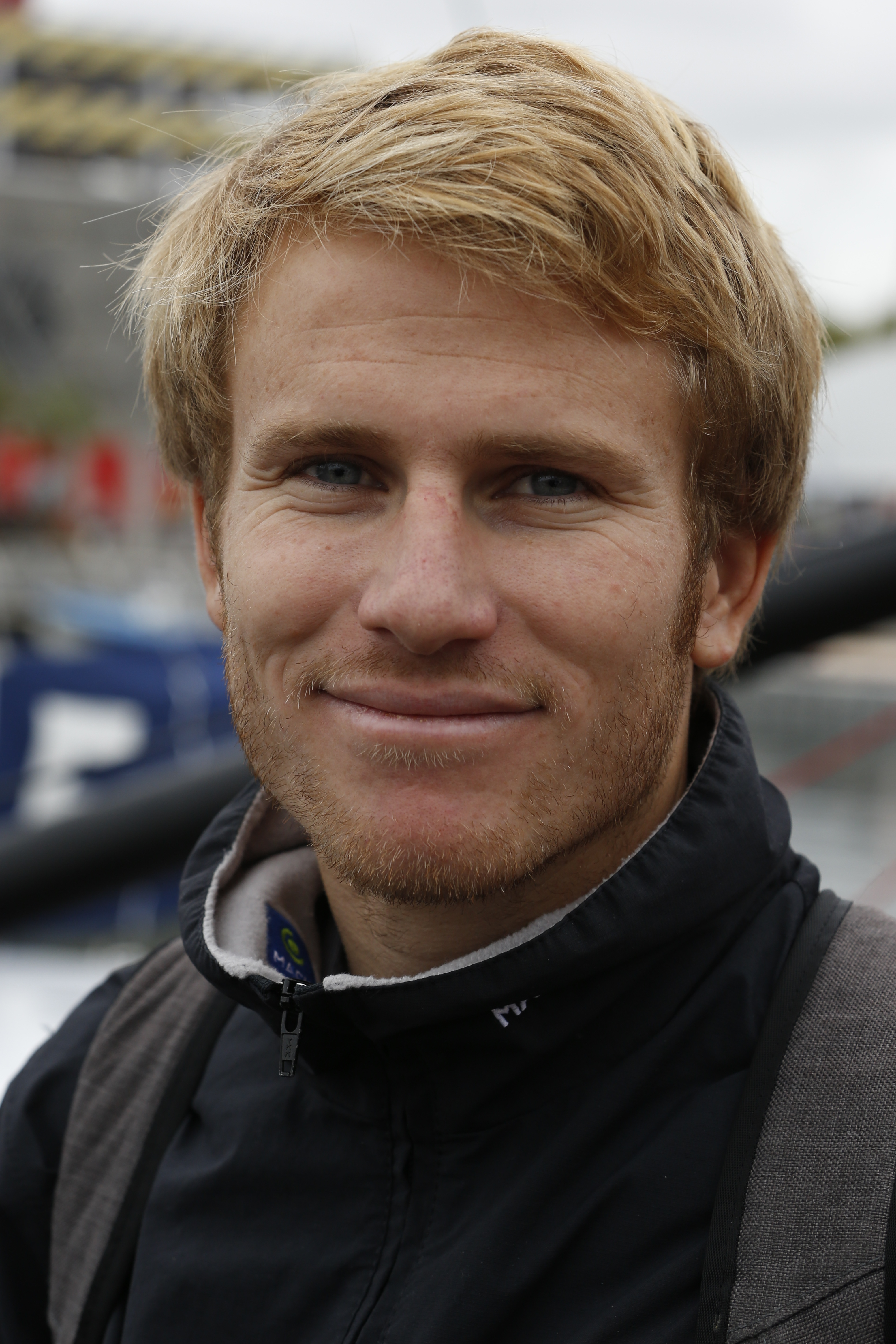
Winnaar François Gabart in 2013

De Vendée Globe 2012-2013 was de zevende editie van de non-stop solowedstrijd zeilen om de wereld. Op 10 november 2012 gingen twintig boten in Les Sables-d'Olonne van start om zo'n drie maanden later daar weer terug te keren na een tocht om de wereld. Winnaar werd de Fransman François Gabart in een recordtijd van ruim 78 dagen, zes dagen sneller dan het vorige record. Hij kwam op 27 januari 2013 over de finish op zijn jacht Macif. Acht deelnemers vielen onderweg uit. Een negende, de Zwitser Bernard Stamm, werd gediskwalificeerd omdat hij hulp van buitenaf kreeg.
Gedurende de wedstrijd werd het 24-uurs afstandsrecord herhaaldelijk verbroken door verschillende deelnemers. Het tijdsverschil van 3 uur en 17 minuten tussen de nummer één en nummer twee is de kleinste uit de wedstrijdgeschiedenis. Datzelfde geldt voor de tijd tussen de eerste en de laatste finisher: 26 dagen en 17 minuten.

## Deelnemers en eindstand
De meeste zeilers hadden al eerder deelgenomen aan de Vendée Globe. Ook Vincent Riou, winnaar van de editie 2004-2005, deed mee.
| Zeiler                  | Jacht                                      | Tijd             | Opmerkingen                                                                                   |
| ----------------------- | ------------------------------------------ | ---------------- | --------------------------------------------------------------------------------------------- |
| François Gabart         | Macif                                      | 78d 2u 16' 40"   | Nieuw routerecord                                                                             |
| Armel Le Cleac'h        | Banque Populaire                           | 78d 5u 33' 52"   |                                                                                               |
| Alex Thomson            | Hugo Boss                                  | 80d 19u 23' 43”  |                                                                                               |
| Jean-Pierre Dick        | Virbac-Paprec 3                            | 86d 3u 3' 40"    |                                                                                               |
| Jean Le Cam             | SynerCiel                                  | 88d 0u 12’ 58"   |                                                                                               |
| Mike Golding            | Gamesa                                     | 88d 6u 36' 26"   |                                                                                               |
| Dominique Wavre         | Mirabaud                                   | 90d 3u 14' 42"   |                                                                                               |
| Arnaud Boissières       | Akena Vérandas                             | 91d 2u 09' 02"   |                                                                                               |
| Bertrand De Broc        | Votre Nom autour du Monde avec EDM Projets | 92d 17h 10' 14"  | Inclusief een tijdstraf van 12 uur voor het gebruiken van het waternoodrantsoen               |
| Tanguy De Lamotte       | initiatives cœur                           | 98d 21u 56' 10"  |                                                                                               |
| Alessandro Di Benedetto | Team Plastique                             | 104d 02u 34' 30" |                                                                                               |
| Opgaven                 |                                            |                  |                                                                                               |
| Javier Sanso            | Acciona 100% EcoPowered                    | Dag 84           | Gekapseisd                                                                                    |
| Bernard Stamm           | Cheminées Poujoulat                        | Dag 51           | Gediskwalificeerd na het ontvangen van hulp. Hij voer de wedstrijd wel uit in 88d 10u 27' 50" |
| Vincent Riou            | PRB                                        | Dag 14           | Gebroken stabilisator na een botsing                                                          |
| Zbigniew Gutkowski      | Energa                                     | Dag 11           | Defecte automatische piloot door elektrische problemen                                        |
| Jérémie Beyou           | Maître CoQ                                 | Dag 9            | Problemen met kiel                                                                            |
| Samantha Davies         | Savéol                                     | Dag 5            | Verloor haar mast                                                                             |
| Louis Burton            | Bureau Vallée                              | Dag 3            | Botsing                                                                                       |
| Kito De Pavant          | Groupe Bel                                 | Dag 2            | Botsing                                                                                       |
| Marc Guillemot          | Safran                                     | Dag 1            | Beschadigde kiel                                                                              |